# Буонметхуот (аэропорт)
Аэропорт Буонметхуо́т (вьет. Sân bay Buôn Ma Thuột, ИАТА: BMV, ИКАО: VVBM) — вьетнамский коммерческий аэропорт, расположенный в провинции Даклак.

## Общие сведения
Находится в 7 км восточнее Буонметхуота.
В аэропорту работает одна взлётно-посадочная полоса ориентацией 09/27 и длиной 3000 метров с асфальтовым покрытием. Вторая недостроенная ВПП 27R в настоящее время не эксплуатируется.
В южной части территории аэропорта находятся две перронные площадки, которые используются для стоянок воздушных судов. Здания пассажирского и грузового терминалов расположены в северной части Аэропорта Буонметхуот.